# Pas de quatre (balet)

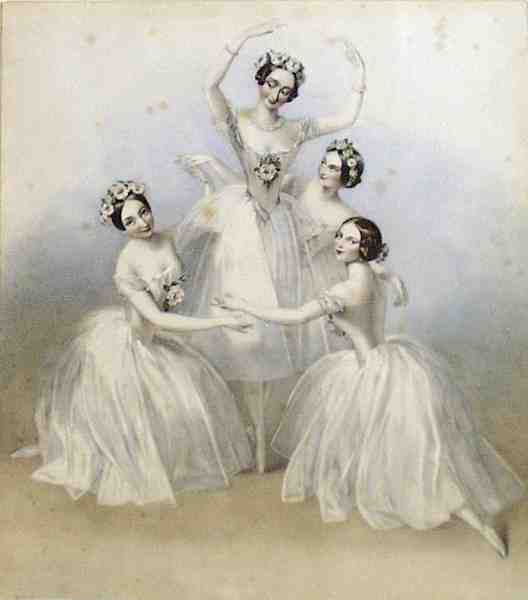
Pas de quatre, od lewej: Carlotta Grisi, Marie Taglioni, Lucile Grahn i Fanny Cerrito, Londyn 1845, litografia Alfreda Edwarda Chalona

Pas de quatre (Taniec na cztery) – balet-divertssement Julesa Perrota w 1 akcie z muzyką Cesarego Pugniego (1845).

## Historia
Balet powstał z inspiracji Benjamina Lumleya, ówczesnego dyrektora Her Majesty's Theatre w Londynie. Muzykę skomponował do niego, według koncepcji choreografa, włoski kompozytor i dyrygent Cesare Pugni. Prapremiera w Londynie stała się głośną w całej Europie sensacją, ponieważ po raz pierwszy udało się wtedy zaprosić do wspólnego występu cztery najsłynniejsze i rywalizujące ze sobą baleriny epoki romantyzmu: Marię Taglioni, Carlottę Grisi, Fanny Cerrito i najmłodszą Lucile Grahn, która zastąpiła planowaną wcześniej Fanny Elssler, bo ta jako jedyna odmówiła organizatorom wspólnego występu z konkurentkami. Dla uniknięcia konfliktów między tancerkami podczas prób i przedstawień choreograf zestawił je ze sobą na krótko jedynie na początku i w finale baletu, a większą część swojego divertissement podzielił na oddzielne solowe występy każdej z gwiazd, a nawet ustalił porządek oklasków dla nich w kolejności od najmłodszej wówczas Lucile Grahn do najstarszej Marii Taglioni. Ta niezwykła obsada zatańczyła tylko cztery przedstawienia, w tym jedno przed królową Wiktorią i jej mężem księciem Albertem.
Divertissement Perrota wydobywało najlepsze cechy kobiecego tańca baletowego epoki romantyzmu. Baleriny tańczyły z ujmującą lekkością, delikatnością i dyscypliną techniczną, wykorzystując najbardziej typowe kroki i pozy baletowe tamtych czasów, ich lotność, płynność i elegancję. Wariacje tancerek zostały tak opracowane przez Perrota, by wyeksponować charakterystyczne cechy tańca każdej z gwiazd i ukazać każdą z nich od jak najlepszej strony.

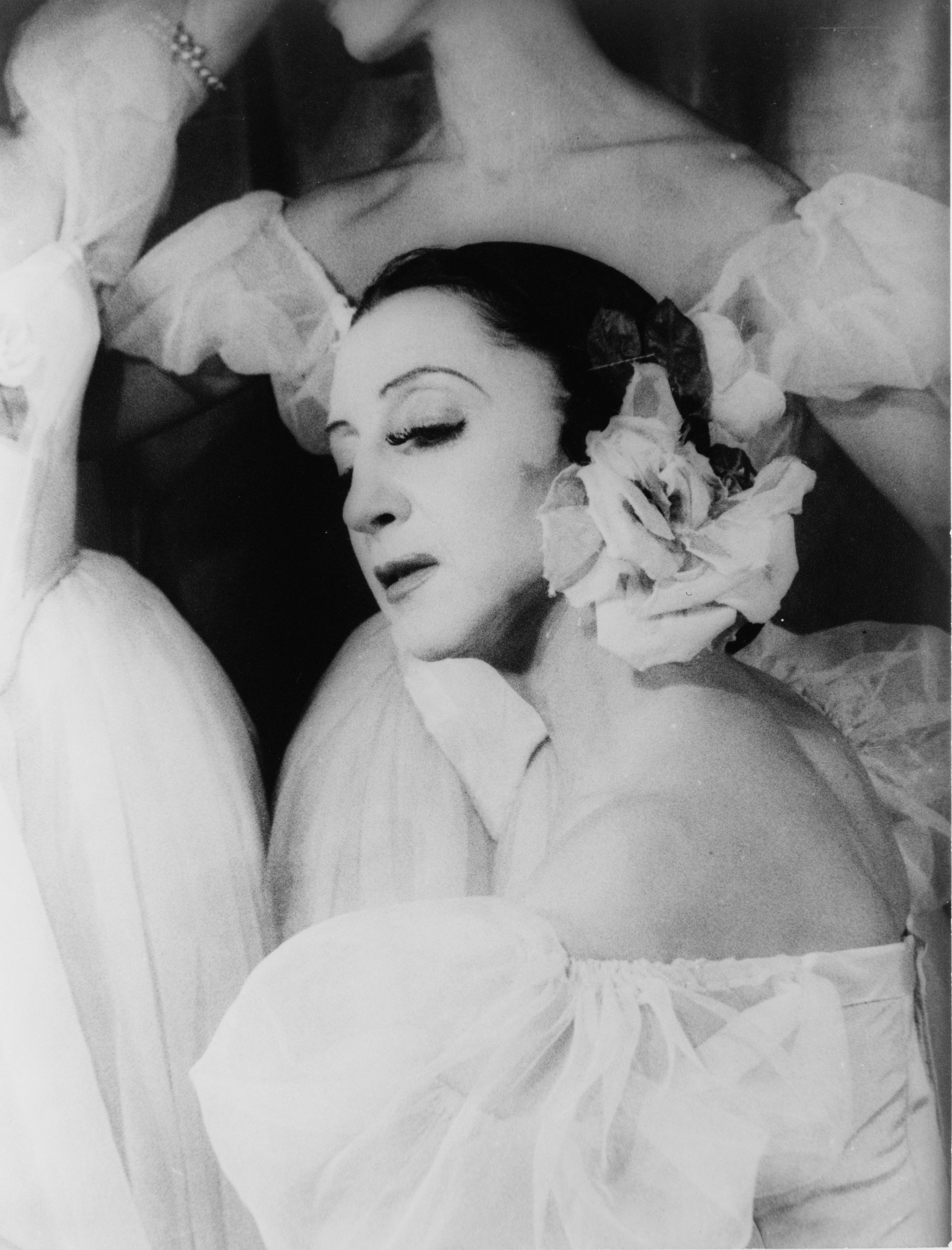
Alexandra Danilova w Pas de quatre

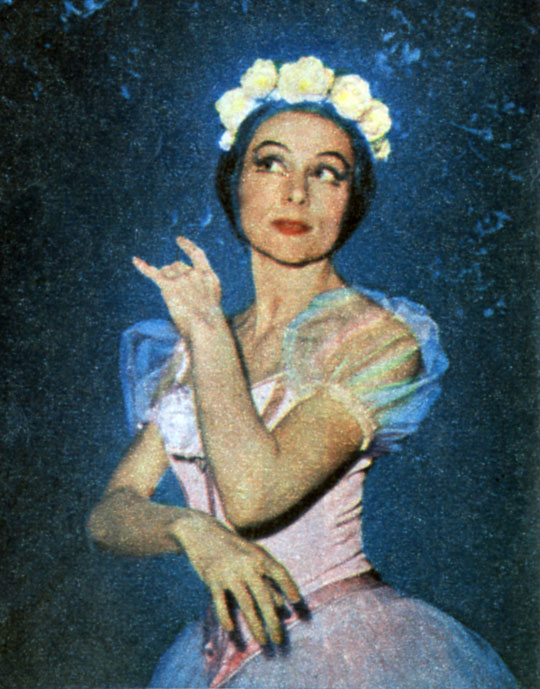
Yvette Chauviré w Pas de quatre

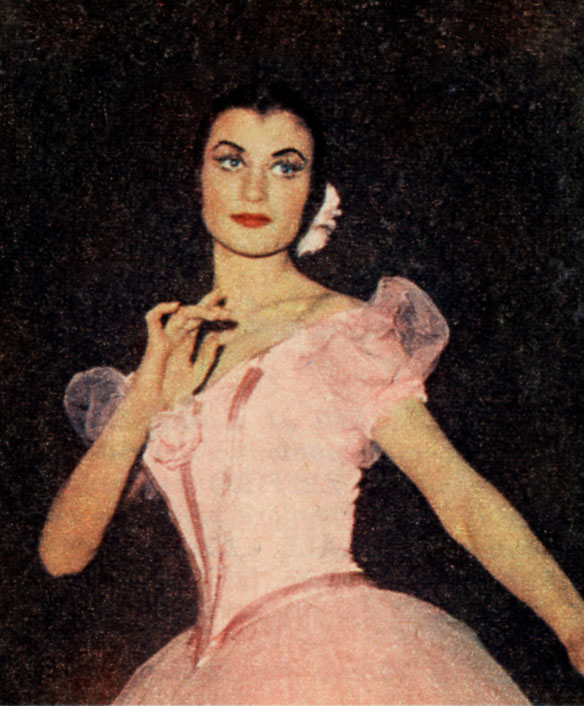
Carla Fracci w Pas de quatre

## Pierwsze wykonania

### Prapremiera:Londyn,12 lipca1845,Her Majesty's Theatre[1]
- Choreografia: Jules Perrot, muzyka: Cesare Pugni
- Tańczyły: Maria Taglioni, Carlotta Grisi, Fanny Cerrito, Lucie Grahn

### Premiera włoska:Mediolan:14 marca1846,Teatro alla Scala[2]
- Choreografia: Filippo Taglioni wg Julesa Perrota, muzyka: Cesare Pugni (?), wstawione do przedstawienia baletu Il diavolo a quattro Josepha Maziliera
- Tańczyły: Maria Taglioni, Carolina Rosati, Sofia Fuoco, Carolina Vente (czyli polska balerina Karolina Wendt)

### Premiera polska:Warszawa,12 października1847, Teatr Dworski wPomarańczarni[3]oraz21 października1847,Teatr Wielki[4]
- Choreografia: Filippo Taglioni wg Julesa Perrota, muzyka w opracowaniu Józefa Stefaniego, wstawione do divertissement Panorama Neapolu Filippa Taglioniego
- Dekoracja: Antonio Sacchetti (malarska panorama Neapolu)[5]
- Tańczyły: Konstancja Turczynowicz, Teodora Gwozdecka, Anna Piechowicz, Paulina Straus[4]

Pierwsze warszawskie wykonanie w Teatrze Dworskim w Pomarańczarni odbyło się w obecności cesarzewicza, następcy tronu rosyjskiego Aleksandra (późniejszego cesarza Aleksandra II) i jego brata carewicza Konstantego, synów cesarza Mikołaja I Romanowa, ich szwagra Fryderyka Heskiego (męża Aleksandry Romanowej) oraz innych zaproszonych na spektakl gości.

## Wersje współczesne
W XX wieku balet Pas de quatre z muzyką Cesara Pugniego został wskrzeszony w XX wieku przez angielskich choreografów Keitha Lestera (Markova-Dolin Company, Londyn 1936) i Antona Dolina (Ballet Theatre, Nowy Jork 1941). Nie były to rekonstrukcje zapomnianej już choreografii Julesa Perrota, ale raczej pastisze baletowe wywiedzione z XIX-wiecznych litografii przy dogłębnej znajomości stylu romantycznym baletu. Te ujęcia choreograficzne, a zwłaszcza wersja Dolina, były prezentowane potem przez wiele zespołów i wykonywane przez znane baleriny. Własny pastisz pt. Grand Pas de Quatre opracowała też Alicia Alonso dla Kubańskiego Baletu Narodowego (1966) opierając się na wcześniejszych realizacjach Lestera i Dolina i powtórzyła go w Operze Paryskiej (1973). Tę wersję wprowadził także do polskiego repertuaru i prezentował przez kilka sezonów balet Teatru Wielkiego w Warszawie:

### Premiera: Warszawa, 30 marca 1980, Teatr Wielki[8]
- Choreografia: Alicia Alonso wg Julesa Perrota, muzyka: Cesare Pugni, w wieczorze baletowym Alberto Méndez – Balety
- Dekoracja: Liliana Jankowska, kostiumy: Salvador Fernández wg litografii Alfreda Edwarda Chalona
- Tańczyły: Ewa Głowacka (jako Mme Taglioni), Barbara Rajska (Mlle Grahn), Renata Smukała (Mlle Grisi), Jolanta Rybarska (Mlle Cerrito)